# 리즈 위더스푼
로라 진 리스 위더스푼(영어: Laura Jeanne Reese Witherspoon, 영어 발음: /riːs ˈwɪðə(r)spuːn/, 1976년 3월 22일~)은 미국의 배우, 영화 제작자이다. 리스 위더스푼은 1991년 영화 《대니의 질투》에 여자 주인공으로 출연하며 데뷔했다. 그 해 《야생화》라는 작품으로 텔레비전 배우로도 데뷔했다. 이후 《프리웨이》(1996), 《플레젠트빌》(1998) 등 영화에 출연하면서 자신의 위치를 확고하게 다져나갔다. 1999년에는 《일렉션》에 출연했고, 이 작품으로 골든 글로브상 후보에 올랐다.
2001년 위더스푼의 경력 사상 전환점이 되던 해였는데, 《금발이 너무해》로 박스오피스 정상을 차지하는 등 상업적 성과를 거뒀다. 2002년 출연한 《스위트 알라바마》는 위더스푼이 출연한 영화 중 가장 크게 성공했다. 2003년에는 《금발이 너무해 2》의 주인공이자 제작자로 나섰다. 2005년 《앙코르》에서 준 카터 캐쉬 역할을 맡아 세계적으로 찬사를 받았다. 이 영화로 미국 아카데미상, 골든 글로브상, 미국 배우 조합상(SAG), 영국 아카데미상(BAFTA)에서 여우주연상을 받았다.
1999년 위더스푼은 배우 라이언 필리피와 결혼해 딸 아바(1999년생)와 아들 디컨(2003년생)을 낳았다. 하지만 2006년 별거를 시작했고, 2007년 이혼했다. 이후 2011년에는 연예 에이전시 대표 짐 토스와 결혼식을 올렸다. 위더스푼은 영화 제작사 퍼시픽 스탠다드를 소유하고 있고, 여성과 어린이를 대변하는 여러 국제 기구에 적극적으로 참여하고 있다. 어린이 보호기금(CDF)의 이사회 직을 수행하기도 했으며, 2007년에는 에이본 재단의 명예 회장직을 겸임함과 동시에 세계 친선 대사로 활동했다. 2010년 12월 1일 위더스푼은 할리우드 명예의 거리에 이름을 올렸다.

## 어린 시절과 교육
미국 루이지애나주 뉴올리언스에서 중산층 가정의 자녀로 태어났다. 아버지 존 위더스푼은 조지아주에서 태어난 이비인후과 의사이며, 원래는 미군에서 중령으로 복무했다. 어머니인 베티는 테네시주의 해리먼에서 태어났으며 간호학을 전공하고 밴더빌트 대학교에서 간호학 교수로 재직했다. 위더스푼은 스코틀랜드계이며 프린스턴 대학교의 제6대 총장이었던 존 위더스푼의 후손이다. 아버지가 독일에서 미군으로 일했었기에 어렸을 때 4년 동안 독일에 거주하기도 했다. 미국으로 돌아온 이후 위더스푼은 테네시주 내슈빌에서 가풍에 따라 성공회 교회(Episcopal Church)에 다니며 유년기를 보냈다.
위더스푼은 일곱 살 때 한 화훼업체의 TV 광고 모델로 발탁됐고, 이것이 계기가 되어 어렸을 적부터 연기 수업을 받게 된다. 11살 때는 10개 주가 참가하는 연기 경연 대회에 참가했다. 성적이 꽤나 좋은 학생이었으며 독서광이었다고 알려져 있는데, 리더스 다이제스트와의 인터뷰에서 밝힌 바로는 서점에서 미칠 듯이 시간을 보냈다고 한다. 책은 그녀의 마음이 편해지게 해주는 최고의 요소였고 그녀는 모든 책을 사고 싶었다고 한다.
여자 사학교인 하퍼스 홀 학교를 졸업했으며 치어리더로 활동하기도 했다. 후에 위더스푼은 스탠퍼드 대학교에서 영문학을 전공하였고,공부를 마친 뒤 연기자로서 꿈을 이루기 위해 영화계로 입문한다.
위더스푼은 미국 남부에서 성장한 자신의 배경을 두고 “가족과 전통을 사랑하는 마음”을 배우게 한 곳이라면서, 자신의 배경과 가풍에 대해 자랑스럽게 느낀다고 말한다. 어렸을 적부터 느꼈던 주위 사람들과의 관계와 가족의 모습으로 그녀는 “사람들의 마음을 헤아리는 법, 예의를 갖추는 법, 삶에서 누리는 모든것이 그냥 생겨나는 것이 아니라는 사실”을 배우게 됐다고 말했다.
개인적으로는 남부 출신이라는 조건 자체가 편견으로 작용해 이를 극복하는 데에 많은 어려움을 겪었다. 사람들이 막연히 생각하는 남부 사람에 대한 이미지에 더해 미국 남부 영어에서 나타나는 특유의 말투 때문에 첫 작품에 도전한 뒤에 이를 고치지 않으면 다시는 텔레비전에 나오지 못할지도 모른다는 경고를 받기도 했다.
처음 영화에 출연하고 대중 앞에 서게 될 무렵에 대해 위더스푼은 《인터뷰》에 이렇게 말했다. “제가 그때 했던 일들은 그저 평범한 일들이었습니다. 아마 그렇게 느끼는 게 항상 제가 어떻게 행동하는지를 가르쳐주는 것이었는지도 모릅니다. 저는 여성들도 어떤 일에 대해 많은 것을 성취할 수 있는 환경에서 자랐습니다. 그렇지 않다는 건 사회적으로 여성들의 입지가 제약됐다는 걸 의미하는 것이었으니 말입니다.” 가정에서 부모님 모두가 활발하게 활동했던 모습과 환경이 위더스푼의 삶에 미친 영향을 간접적으로 알 수 있는 대목이다. 위더스푼은 부모님을 가장 존경하는 인물로 꼽았다.

## 경력

### 초기 경력 (1991–1998)
1991년 초 위더스푼은 영화 《대니의 질투》의 캐스팅 오디션에 친구들과 함께 참가했다. 당초에는 단역 배우로 참가했다가, 이후 14살의 시골 소녀이던 대니 역할을 연기하게 되었다. 대니는 극중에 17살 이웃집 아들과 사랑에 빠지는 소녀이다. 그녀의 첫 영화 연기는 《버라이어티 지》에서 “인상적인 감동”이라는 평을 받았다. 평론가 로저 이버트는 “리스의 극중 첫 키스는 내 평생에 본 영화 중에서 몇 안 되는 완벽한 장면이었다.”라고 말했다. 이 역할을 맡음으로서 그녀는 젊은 예술가상 최고 아역상을 수상했으며 그해 말 다이애나 키아튼 감독의 케이블 텔레비전 영화 《와일드 플라워》에 출연해 퍼트리샤 아케트 역할을 연기했다. 1992년 영화 《필사적인 선택》에서는 학대 받은 어린 소녀 역할을 연기했으며, 이듬해에는 CBS의 4부작 미니시리스 드라마 《머나먼 대서부》(Lonesome Dove)에서 남아프리카공화국의 어린 소녀인 노니 파커 역할을 연기했다. 이 작품은 칼라하리 사막을 넘어야만 했던 어린 10대 소녀의 이야기를 담고 있다. 같은 해인 1993년 《잭 더 베어》에 단역으로 출연했으며, 역할 비중이 적었음에도 불구하고 다시 한 번 최고 아역 조연상(Best Youth Actress Co-star)을 수상했다.
1994년 영화 《S.F.W.》에서는 거의 처음으로 주연 배우에 오른다. 2년 뒤인 1996년 《페이탈 피어》에서 마크 월페어, 얼리사 밀라노와 출연했으며 니콜 워커 역할을 맡아, 잘생긴 남자 친구를 사귀는 소녀의 감성을 연기했다. 이 작품은 남자 친구는 겉은 멀쩡했지만 실제로는 정신 착란증에 폭력을 일삼았고 이를 알게 되는 과정이 주를 이룬다. 이후 출연한 영화 《프리웨이》는 통렬한 비판 풍자 코미디극으로 키퍼 서덜랜드, 브룩 쉴즈와 함께 했다. 그녀는 바네사 러츠 역할을 맡아 주연 여배우를 연기했으며, 로스 앤젤레스에 사는 가난한 집의 10대 소녀가 캘리포니아의 할머니 댁으로 가던 중 연쇄살인범을 만나는 과정을 보여줬다. 이 영화는 많은 언론의 호평을 받았으며 미시시피 인근의 주력 일간지인 샌프란시스코 크로니클의 믹 라샐은 “위더스푼, 그녀는 텍사스 억양으로 말하지만 실지로 어떤 상황에서도 눈부신 상황을 연기했다.”라고 평했다. 이 영화를 통해 그녀는 코냐크 스릴러 영화제에서 여우주연상을 거머쥐며 떠오르는 샛별로 인식되기 시작했다. 위더스푼은 이 작품을 촬영하면서 연기에 대해 많은 바를 깨달았다고 밝혔다. 그녀는 영화에 참여하면서 죽음의 고비를 넘길 만큼 너무도 큰 장애물 하나를 넘게 됐고 이제는 모든 연기에 도전할 수 있을 것 같다고 말했다.
1997년 《프리웨이》의 작업이 모두 끝나고 대중의 주목을 끌게 된 위더수푼은 1년간 연기 활동을 쉬면서, 동료 배우였던 2살 연상의 라이언 필리피와 사귀기 시작했다. 이후 영화 《러브 퀵》, 《트와이라잇》(1998년)에 출연했다. 영화 《플레전트빌》에서는 토비 맥과이어와 함께 연기하였고, 이 작품에서는 1950년대 텔레비전 시트콤을 1990년대 감성으로 바꿔놓은 10대 남매의 이야기로, 그녀의 역할은 외모와 친구들, 인기 순위를 고민하던 어린 소녀인 동생 제니퍼였다. 이 연기로 할리우드 젊은 연기자상(Young Hollywood Award)을 수상했다. 감독이던 게리 로스는 리스가 뛰어난 영화 배우가 될 것을 굳건히 믿고 있었다고 칭찬했다.

### 성공 (1999–2000)
1999년 위더스푼은 알렉산드로 니볼라와 스릴러 영화인 《씨크릿》에 출연하면서 남자 친구인 닉과 작고 초라한 마을을 벗어나 도망치려는 여성의 모습을 그려냈다. 영화 《사랑보다 아름다운 유혹》에 라이언 필리피, 세라 미셸 겔러와 출연해 18세기 프랑스 소설인《위험한 관계》를 현대적으로 각색한 작품에 참여했다. 그녀는 학장의 딸인 아네트 역을 맡았는데, 앳된 얼굴로 상당히 까다로운 역할을 잘 소화했다는 평가를 받았다. 같은 해 1998년 출간된 소설인 《일렉션》을 영화화한 작품에 출연하기도 했다. 그녀는 똑똑하고 능력 있는 여학생으로 그녀의 학교 학생회장에 출마하려는 여대생이었다. 영화 자체적으로 성공을 거둔 것은 물론이고 영화평론가들의 주목을 받아 전미 비평가 협회상 여우주연상을 수상했고, 독립영화 정신상과 골든 글로브 상에 처음으로 후보자 자격으로 지명됐다. 《프리미어 지》에서 《일렉션》이 100대 영화로 선정되면서 배우로서의 야망도 이룬 셈이다. 《일렉션》의 감독이자 미국 아카데미상을 거머쥔 바 있는 알렉산더 페인 감독은 리스에 대해 “그녀는 남성에게는 매력이 있고 같은 여성에게도 친구가 되고픈 사람이다. 하지만 그것은 아주 간단한 사실일 뿐이다. 어느 누구도 그녀 같은 매력을 뿜어낼 수는 없을 것이다. 그녀는 모든 것을 할 수 있는 사람이다.”라고 평했다. 하지만 두드러진 성공에도 불구하고 그녀는 계속 똑같은 성격의 역할을 맡게 되어 여러모로 고생을 했다고 한다. 그녀 스스로도 지금껏 자신이 맡은 역할이 연약하거나 짓궂은 역할이었기 때문에 사람들이 그녀에 대해 너무도 판에 박힌 생각을 하고 있었다고 말하면서, 그것에 대해 도전하는 것은 오디션과도 같은 과업이었고 새로운 일을 만들어 가는 것(creating a part)이라고 말했다. 그녀는 더 이상 환영받지 못하는 여배우가 아니라 이제는 달리 보이고 싶고 또 다른 것을 잃는 것이 아니라고 생각했다고 한다.
2000년 영화 《아메리칸 사이코》에서 단역으로 출연했으며, 《리틀 니키》에서 카메오로 출연했다. 미국에서 사랑받았던 시트콤인 《프렌즈 6편》에도 질 그린 역할로 참여했고, 2001년 애니메이션 영화 《트럼펫을 부는 백조》에서 세레나 역할의 성우 연기를 맡았다.

### 세계적인 인정 (2001–2004)
2001년 영화 《금발이 너무해》에 출연하면서 그녀는 배우로서 전환점을 맞게 된다. 하버드 로스쿨에 전 남자 친구를 따라 진학하고자 패션 전공으로 대학을 마쳤음에도 불구하고 로스쿨에 지원하여 입학하게 된 엘 우즈 역할을 연기하였다. 하지만 역할에 대해 묻는 질문에 대해 본인은 "엘 우즈"라는 캐릭터를 그다지 좋아하지 않는다고 말했다. 베벌리힐스에 사는 철없는 여대생에다 멋진 남자 친구까지 있는데 차였다고 누가 안타까워하겠냐면서 오히려 고소할 것 같다고 밝혔다. 하지만 또 한 가지 주목해야 할 것은 여전히 싫어할 수 없는 캐릭터임이 분명하다는 것이라고 덧붙였다. 이 영화는 전 세계적으로 9천 6백만 달러를 벌어들이며 대성공을 거뒀다. 그녀의 연기가 절정에 달했다는 평가는 여러 신문과 잡지, 평론가들 사이에서 화젯거리가 됐으며, 언론에서는 그녀를 그새 새로운 멕 라이언으로 지목하기 시작했다. 평론가 로저 이버트는 햇빛 같은 달콤함과 위트 넘치는 모습이 영화 전체를 더욱 돋보이게 하는 점이라고 말했다. Salon.com에서는 리스가 엘 우즈의 캐릭터를 더욱 아름답게 만들었다고 평했으며 시애틀의 신문사인 시애틀 포스트인텔리젠서는 “위더스푼은 그냥 묻힐 수도 있는 코미디 작품을 거의 혼자 이끌어 가면서 생기와 활력 두 가지를 모두 잡았다.”라고 평가했다. 《금발이 너무해》를 통해 그녀는 2002년 MTV 무비어 워즈 최고의 여우주연상과 함께, 두 번째로 골든 글로브상 여우주연상을 수상하였다.
영화의 성공에 힘입어 그녀는 여러 역할에 더욱 활동을 넓혀 가게 된다. 2002년에는 애니메이션 《심슨 가족》의 〈The Bart Wants What It Wants〉 편에서는 목소리 연기를 맡았다. 그해 《진지함의 중요성》에 세실리 역으로 출현하면서 틴 초이스 상(Teen Choice Award) 후보로 지명된 바 했다.
다음 작품은 앤디 테넌트 감독 작품인 영화 《스위트 알라바마》였다. 뉴욕의 패션 디자이너 역할을 맡아 정치인과 결혼하려는 꿈 많은 젊은 여성으로 출연했는데 멜라니(리스 분)가 당면한 문제는 고향에서 결혼을 약속한 친구와 관계를 정리해야 하는 것이었다. 이후 위더스푼은 인터뷰를 통해 실제로 과거에 고향을 떠나 로스앤젤레스로 떠나야 했을 때의 경험을 떠올리면서 당시 느꼈던 마음이 주인공 멜라니의 마음과 상당히 비슷한 부분이 있었다고 밝히기도 하였다. 2002년 개봉 당시 위더스푼이 출연한 영화로서는 가장 좋은 흥행 성적을 보였다. 개봉 첫 주에만 3,500만 달러를 벌어들이는 한편 국제적으로는 1억 2,700만 달러를 벌어들이는 성과를 냈다. 하지만 비평가들은 이야기 구성이 너무도 허술하고 개연성 없었다는 혹평을 쏟아내면서 리스 위더스푼이 출연했다는 사실 자체만으로 많은 흥행을 거뒀다는 면을 강조했다.
2004년에는 19세기의 고전주의 소설을 각색한 작품인 영화 《베니티 페어》에 출연하게 됐다. 위더스푼이 연기한 캐릭터는 학대받던 어린 시절을 거쳐 부와 명예를 찾기 위해 야망을 품게 되는 베키 샤프였다. 촬영 당시 임신 중이었으므로 영화 내내 임신된 상태임을 노출하지 않기 위해 의상 준비에 굉장한 주의를 기울였다고 한다. 하지만 자신은 임신이라는 어려움이 결코 제약이 되지 않았으며 샤프의 역할을 하면서 생명이라는 것, 생동감이라는 아름다움을 느낄 수 있어서 행복했다고 밝혔다. 《베니티 페어》에 대한 반응은 상당히 긍정적이었으며 모든 배역이 역할에 맞게 배정된 데에 대해 큰 점수를 받았다. 사실 귀엽고 톡톡 튀는 역할을 2001년 영화 《금발이 너무해》에서 선보였던 위더스푼의 입장에서는 야망을 위해 연인을 배신하고 다시 사랑을 쟁취하는 악역을 맡기에는 부담이 컸다. 19세기 신분 상승의 꿈을 가슴에 감춘 허영심 많은 여인을 어떤 식으로 표현할지에 대해서는 우려도 있었다. 그러나 미국 각지의 언론에서는 리스가 맡은 베키 샤프에 대해 “이 역할을 맡기 위해 리스 위더스푼이 태어났다.” 또는 “위험한 선택이었을 텐데 역할 자체의 강점을 100% 발휘했다.” 등의 후한 평가를 내렸다. 2004년 후반기에 들면서 위더스푼은 마크 러펄로와 함께 로맨스 코미디 영화였던 《저스트 라이크 헤븐》을 촬영하게 된다. 그녀가 맡았던 역할인 엘리자베스 마스터슨은 유능한 의사이나 교통사고로 의식 불명 상태다. 그중 그녀의 영혼이 옛날에 살던 아파트로 가 진정한 사랑을 찾게 되는 과정이 그려져 있다.

### 영화 《앙코르》 이후 (2005–2009)

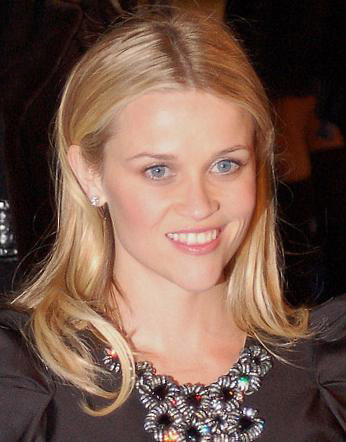
2009년 《몬스터 vs 에이리언》 영국 프리미어에서 위더스푼

영화 《저스트 라이크 헤븐》 촬영 전부터 2004년에 그녀는 영화 《앙코르》에서 준 카터 캐시 역할을 연기하게 되었다. 준은 이 영화의 여 주인공이자 미국의 컨트리 음악가, 작곡가였던 조니 캐시의 둘째 부인이자 가수로 실존 인물이다. 위더스푼은 2004년 준 카터 캐시가 2004년 세상을 떠날 즈음 영화 《베니티 페어》 촬영에 한창이었으므로 아쉽게도 그녀를 만날 수 없었다. 하지만 컨트리 음악의 중심지였던 내슈빌에서 자란 위더스푼은 준 카터 캐시에 대해 상당히 많이 들어본 적이 있어 유년 시절의 경험이 많은 도움이 됐다. 대부분의 노래를 스스로 불렀으며 관중을 모아놓고 그 앞에서 직접 노래를 불러야만 했는데 실제로 《앙코르》 촬영 시 노래를 부르는 장면은 실제 관객을 앞에 두고 촬영한 것이라고 한다. 처음에는 100명 남짓 관객이 있는 무대에서 노래했지만 영화 마지막 장면에서는 2,500명가량의 실제 관중이 참관한 가운데 노래를 직접 했다. 이 때문인지 위더스푼 자신도 무대 공포증으로 상당히 고전했다. 사실 위더스푼은 처음 직접 라이브 공연을 나가서 노래하는 법을 배울 때 너무도 걱정을 많이 해서 변호사에게 연기 계약을 취소하면 안 되겠느냐고 묻기까지 했다. 나중에 그녀는 지금껏 가장 힘들었던 역할이었고 나라면 가수로는 절대 일하지 못할 것 같다고 BBC와의 인터뷰에서 소감을 밝혔다. 준의 노래를 배우고 익히기 위해 조니 캐시 역할을 연기한 호아킨 피닉스와 반년 동안 노래 수업을 받았는데, 《앙코르》를 통해 그녀의 연기는 영화 전체에 “끝이 보이지 않는 에너지를 뿜어냈다.”라는 극찬을 받을 정도로 더욱 빛을 발하게 됐다. 이에 골든 글로브상 여우주연상, 미국 아카데미상 여우주연상, 미국 배우 조합상(SAG), 영국 아카데미상(BAFTA) 등 8개 상을 거머쥐는 쾌거를 이뤘다. 그녀는 《앙코르》라는 영화가 사실적인 결혼 생활과 인간관계를 그렸으며 많은 문제에 대해 쉬운 해결책은 아니었지만 그 굴을 넘어가는 과정을 잘 그려주고 있다면서 이 영화에 대한 애착을 밝힌 바 있다. 이후 그녀는 현대적으로 우화를 각색한 영화 《페넬로피》에 주인공인 페넬로피의 절친한 친구로 출연했다. 그녀는 가족 모두 저주에 걸린 애니 역으로 연기했다. 그녀가 소유하고 있는 영화사가 직접 촬영했으며 2006년 토론토 국제 영화제에 초청된 작품이다. 그러나 영화사 제작 과정에서 두 번의 개봉 연기로 2008년 5월이 되어서야 개봉하게 됐다.
2006년 11월 다시 카메라 앞에 선 그녀는 스릴러물의 영화 《렌디션 (영화)》에 출연했으며, 메릴 스트립을 비롯한 제이크 질런홀, 앨런 아킨과 함께 작업하면서 이사벨라 역할을 연기했다. 이듬해 10월에 개봉한 작품으로 그녀는 《앙코르》 이후 2년 만에 스크린에 복귀했으며, 줄곧 계속된 활동을 한 그녀가 2년 만에 극장 외출을 한 것은 1997년도 이후 이때가 처음이었다. 하지만 《렌디션 (영화)》은 혹평을 받았으며 토론토 국제 영화제에 출품 후에도 많은 실망감을 안겨줬다는 평을 받았다. 위더스푼의 연기 또한 몰매를 맞아 “너무도 처절했다.” 혹은 “영혼과 육체 모두 함께 하던 그녀의 연기가 여기서는 다 죽어버렸다.”라는 평이 나돌기도 했다.
2007년 12월 그녀는 《포 크리스마시즈》에 합류하면서 빈스 본과 함께 호흡을 맞추게 됐다. 크리스마스 날 연인인 두 사람이 이혼한 아버지와 어머니의 가정을 찾아다니는 이야기를 그리고 있다. 2008년 11월 개봉되었다.
2008년 중반기에 접어들면서 그녀는 유니버설 스튜디오의 1939년 작품인 《미드나이트》를 리메이크한 작품에 출현하기로 결정했다. 2009년에는 처음으로 호러물에 도전하게 했으며, 《금발이 너무해 2》에 공동 제작자로 함께 했던 제니퍼 심슨과 함께하게 되었다. 위더스푼은 자신이 직접 소유하고 있는 타이프 에이사가 직접 제작에 참여하며, 이와 함께 2009년 개봉하는 드림웍스의 애니메이션인 《몬스터 vs 에일리언》의 목소리 연기에도 참가하고 있는 것으로 알려져 있다. 다른 성우 연기로는 2011년 크리스마스에 맞춰 개봉할 픽사 애니메이션 스튜디오의 《메리다와 마법의 숲》이 있으며, 이 영화는 픽사에서 제작, 월트 디즈니에서 배급이 결정되었다.

### 2010년 이후

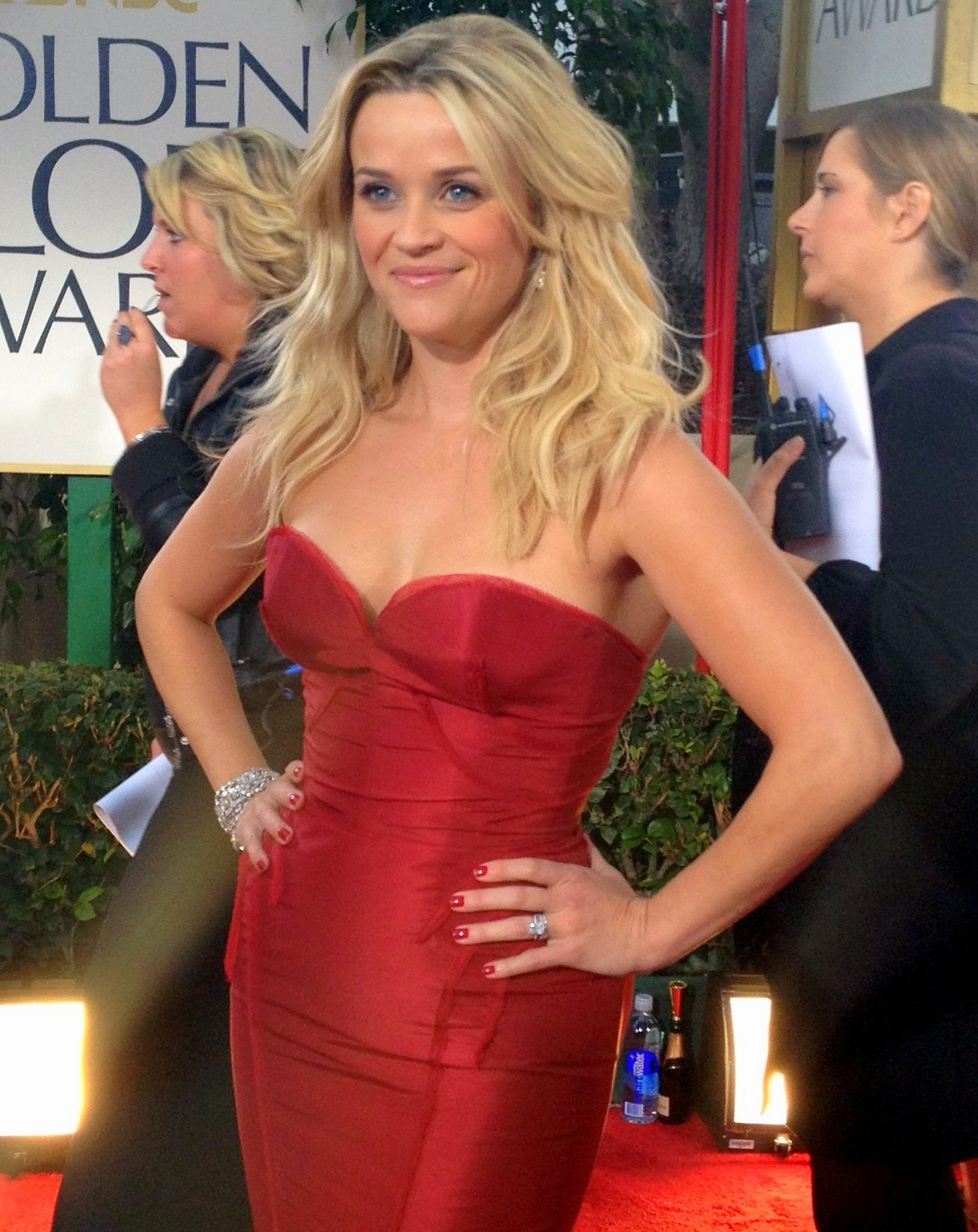
2012년 제69회 골든 글로브 어워즈에서의 위더스푼

애니메이션에 출연한 경우를 제외하고 위더스푼은 액션 영화에는 2년간 출연하지 않았다. 엔터테인먼트 위클리와의 인터뷰에서 "글쎄 제가 좋아하는 시나리오를 읽은 게 없어요. 정말 정말 로봇 같은 것들만 나오는 영화만 받았는데 34세의 여성이 맡을 만한 역할이 없더군요" 2010년 후반과 2011년 세 작품으로 돌아온 그녀는 모두 삼각관계에 처한 여성으로서 두 명의 남자와 연기하는 역을 맡았다.
첫 영화는 제임스 L. 브룩스 감독의 로맨스 코미디물의 《에브리씽 유브 갓》이였는데 전 소프트볼 국가대표와 화이트칼라 범죄로 수사 물망에 오른 회사 중역 사이에 사랑을 찾느라 고민하는 역할이다. 2009년 여름, 가을에 촬영한 영화는 필라델피아, 워싱턴 D.C.에서 촬영했다. 2010년 12월 17일 개봉한 영화는 비판적인 평을 받기도 했지만 흥행 성적도 참패를 겪어 1억 달러를 투자했지만 개봉 첫 주 760만 달러를 벌어들이는 데 그쳐, 로스앤젤레스 타임스에서는 이 영화를 "올해 개봉 영화 중 최악의 참패를 당한 영화"로 선정되었다.
다음으로 그녀는 다시 한 번 삼각관계의 사랑을 다룬 작품에 도전했다. 1930년대 서커스 극을 재해석한 《워터 포 엘리펀트》를 촬영하기 위해 위더스푼은 2010년 3월 서커스 훈련 연습을 시작하면서 매력적인 서커스 단원 말레나 역을 연기한다. 말레나는 변덕스런 남편 크리스포트 왈츠와 결혼하게 되었으나 다른 베테랑 조련사(로버트 패틴슨 분)과 삼각 관계에 빠진다. 촬영은 2010년 5월 말과 8월 초에 한 것으로 알려져 있으며 캘리포니아주와 테네시주, 조지아주 등지의 여러 장소에서 촬영했다. 2011년 4월 22일 개봉하여 비평가들의 반응은 제각각이어서 위더스푼과 패틴슨의 호흡이 어색했다는 평도 있었다.
2010년 9월 캐나다 밴쿠버에서 다음 영화인 《디스 민즈 워》에 착수하기 시작했으며 20세기 폭스 각본의 스파이 코미디 영화로 맥지가 감독을 맡았다. 위더스푼은 그녀와 사랑에 빠진 절친 두 명 사이를 중재하는 역할을 맡아 크리스 파인과 톰 하디와 호흡을 맞추었다. 영화는 2012년 2월 17일 개봉하였다. 영화는 부정적인 평을 받았으며, 흥행에도 참패하였다.
영화 《디스 민즈 워》 이후, 위더스푼은 제프 니컬스 감독의 성장 영화 《머드》를 아칸소주에서 촬영하기 시작하였다. 위더스푼은 조연인 주니퍼 역할을 맡았다. 영화는 당초 2013년에 개봉할 예정였지만, 2012년 5월 칸 영화제에서 프리미어 상영을 통해 먼저 공개되었다.
다음 영화인 《데빌스 놋》은 동명의 범죄 소설을 바탕으로 한 영화로, 위더스푼은 팸 홉스 역할을 연기하였다. 영화는 2012년 6월 조지아주를 시작으로 개봉하였다.
이후, 위더스푼은 스콧 알렉산더와 래리 카라스제우스키 감독 영화 《빅 아이스》에 마거릿 킨 역할로 연기하였고, 이 밖에도 위더스푼이 참여한 프로젝트는 많이 발표되고 있다. 2012년에는《머드》로 시작해서 2013년《룰#1》《위시 리스트》《더 굿 라이》등에 주연을 맡게 된다.
2010년 12월 1일, 위더스푼은 할리우드 명예의 거리에 입성하며 자신의 이름을 올렸다.

## 미디어
영화 《금발이 너무해》의 대성공 이후로 그녀는 NBC의 버라이어티쇼 《새러데이 나잇 라이브》에 2001년 9월 29일 출연하였다. 2005년에는 잡지 《피플》에서 선정한 가장 영향력 있는 젊은 배우 중 5위로 선정됐으며, 2006년에는 타임의 가장 영향력 있는 100인에 뽑히면서 이후로 매년 해당 인물에 뽑히고 있다.
2006년에는 《FOR HIM 매거진》에서 꼽힌 세계에서 가장 섹시한 여성 100인에 선정되었다. 위더스푼은 《포브스》에서 선정한 올해의 유명인사 100인으로 2006년, 2007년에 지명됐으며, 각각 75위와 80위에 올랐다. 《포브스》는 그녀를 가장 신뢰하는 유명인 10위에 그녀를 꼽으면서, 영화에서 묘사된 그녀의 모습이 이에 많은 영향을 주었다고 전했다.
2006년 미국의 잡지 〈스타 매거진〉에서 위더스푼이 세 번째 아이를 임신했다는 설을 보도하자 그녀는 샌프란시스코 고등법원에 명예훼손죄로 해당 신문사를 고소하였다. 영화 개봉을 앞두고 있는 상황에서 모든 상황 고려도 하지 않은 채 일방적으로 배우와 제작자의 명예를 짓밟았었기에 고소하기로 결정했다고 밝혔다.
위더스푼은 지금까지 《피플》이 선정하는 “가장 아름다운 100인”에 4번째 선정되었다. 또한, 2007년에는 연예 전문 프로인 《액세스 할리우드》에서 올해의 베스트 드레서로 선정됐다. 2007년 영화 당 1,500만 달러에서 2,000만 달러(150억~200억 원)의 출연료를 받게 되면서 미국 영화 배우 중에서도 가장 높은 출연료를 받는 배우로 등극하게 됐다.
2007년 연말 《할리우드 닷컴》의 조사에 따르면, 그녀는 할리우드 여성 스타 호감도 조사에서 1위를 차지하며 제니퍼 애니스턴, 앤젤리나 졸리를 제치고 “가장 호감과 신뢰가 가며 매력적이고 흥미로운 스타”에 선정되었다. 또한, 2008년초 로이터 통신에서 위더스푼과 조니 뎁을 미국 관객이 가장 좋아하는 남녀 배우로 선정됐다고 보도하기도 했다.

그녀는 공식 석상에서 배우로 살아가기 전에, 삶에 대해서 자신의 생각을 여러모로 표현하는 배우이다. 그중 하나는 삶에 대한 생각을 다음과 같이 적고 있다.
| “ | 많은 사람은 경력만을 쫓아가지만 정작 본인의 삶을 가꾸는 데는 인색합니다. 저는 일뿐 아니라 제가 살아가는 삶 또한 최대한으로 가꾸고 싶습니다. 나머지는 스스로 하기에 달려 있을 테니까요. | ” |

2011년 MTV 뮤직어워드에서 "MTV 제너레이션상" 수상소감으로 그녀는 섹스 비디오를 촬영하고 선정적인 사진을 홍보하는 스타들에 대해 비판했다. “이봐요 나도 알아요. 나쁜 여자가 되는 건 멋지죠. 하지만 할리우드에서 꼭 리얼리티 쇼 행세를 하지 않아도 성공할 수는 있습니다. 이렇게 내가 떡하니 말했을 때 혹시라도 당신이 섹스 테이프를 만든 사람이라면 당황해서 (갖고 있던 비디오를) 침대 밑으로 숨기게 되겠죠.” 2011년 4월 그녀는 다시 피플 지의 "올해의 가장 아름다운 사람" 발행호에 등장해 3위에 올랐다.

## 사회 활동
위더스푼은 현재 “타이프 에이”(Type A Films)라는 이름의 영화사를 소유하고 있다. 언론에서는 이 영화사의 이름이 아동 이름을 딴 것으로는 최초라고 보기도 하는데, 그녀의 어렸을 적 별명은 “Little Miss Type A.”였다. 하지만 《인터뷰》지에 그녀는 사람들이 생각하는 것과는 달리 자신이 7살 때부터 혈액형 A형인 사람과 B형인 사람의 성격 차이를 이해했기 때문에 가족이 농담 삼아 말했던 것이 기억나 이름 지은 것일 뿐이라고 말했다.
그녀는 세이브 더 칠드런의 오랜 후원자이며 아동 보호 기금의 위원회에서 활동하면서 아이들의 복지 문제에 대해서도 관심을 보이고 있다. 2006년 카트리나로 뉴올리언스의 주민들이 엄청난 고통에 휩싸이자 어린이 보호기금의 후원으로 동료 여배우들과 함께 불을 밝힐 전기 장비와 전구를 가지고 날아갔다. 이때 시내에 최초의 초등학교를 여는 것을 도우면서 아이들과 만나 얘기하면서 시간을 보냈고, 나중에 그때의 경험을 평생토록 잊지 못할 것이라고 말했다.
2007년에는 세계적인 화장품 회사인 에이본 사와 협정을 맺음으로써 처음으로 특정 회사와 계약을 맺게 되는 한편 관련 상품 광고에 출연하기 시작했다. 이에 따라 에이본 화장품을 대변하는 여배우가 됐으며 암 예방과 가정 폭력 방지에 목적을 두고 있는 에이본 재단의 명예 대사로도 활동하게 됐다. 에이본 사와의 계약 건이 언론에 공개되자 그녀는 “저는 여성이자 또 엄마로서 다른 여성들과 아이들이 전 세계에서 편안히 지낼 수 있도록 돕고 싶습니다. 그 변화의 방법을 찾기 위해서 항상 노력할 것입니다.”라고 말했다.

## 사생활

### 결혼
위더스푼은 만 21세가 되던 1997년 3월 라이언 필리피를 처음 만났고 그에게 “당신이 내 생일 선물이군요.”라고 말했다고 한다. 이듬해 12월 두 사람은 약혼식을 올렸고 사우스캐롤라이나주 찰스턴에서 1999년 6월 5일 《사랑보다 아름다운 유혹》 개봉 직후 결혼했다. 둘 사이에는 1999년 9월 9일 태어난 딸 아바 엘리자베스와 2003년 10월 23일 태어난 아들인 디콘 리스가 있다. 그녀가 아끼는 또 다른 하나는 프랑스 불도그인 코코 샤넬이다. 항상 작은 진주를 목에 달아주는 것을 좋아한다고 한다.
2005년 언론에서 두 사람이 결혼 생활 문제로 상담을 받았다는 사실이 보도되자 그녀는 사람들이 말하는 것들이 나를 얽매이게 하고 너무나도 부정적이게 하고 있다고 말했다. 2005년 12월 그녀는 오프라 윈프리쇼에 출연한 자리에서 어떤 부분에서 결혼 생활과 일을 병행하는 게 어렵다고 느끼는가에 대해 질문 받았다. 그녀는 어느 누가 그런 문제를 느끼지 않겠냐며 누구도 완벽한 사람은 없고 모두가 어떤 문제를 지니고 있다고 말했다. 같은 달 다른 인터뷰에서도 어느 누구도 모든 관계가 모든 일이 완벽하다고 생각하지는 않을 것이며 괜스레 아무렇지도 않은 사실이 대단한 문제처럼 느껴지기도 하고 내가 옳다고 생각했던 기준이 무너지는 듯이 느껴지는 게 어쩌면 자연스러운 감정일지도 모른다고 말했다.

### 별거와 이혼

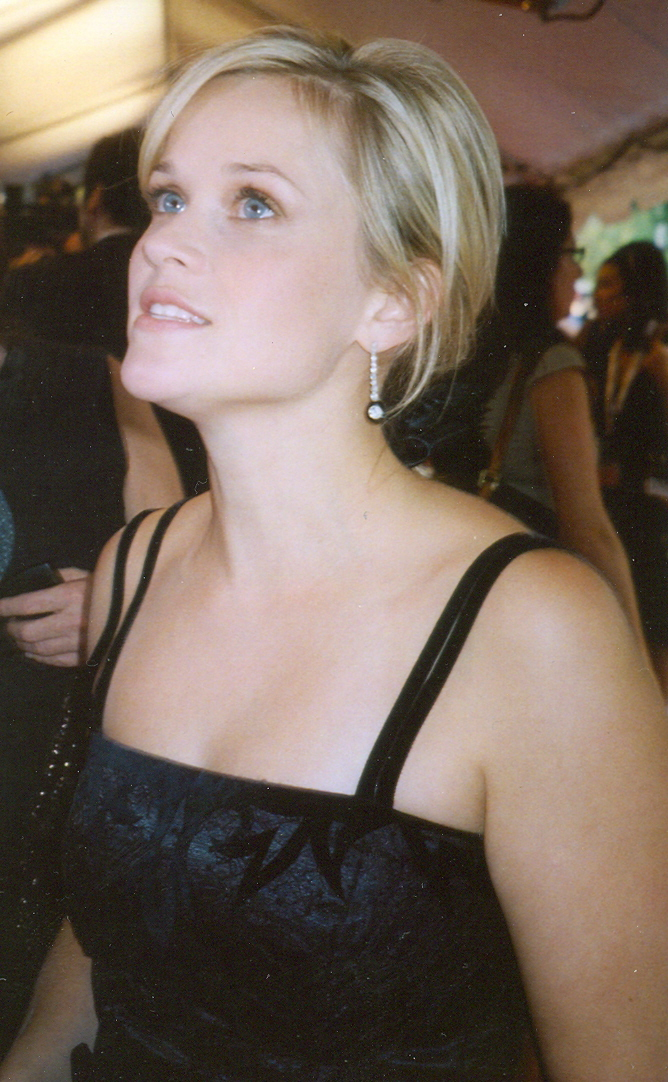
2005년 토론토 국제영화제에 참석한 모습

2006년 12월 위더스푼과 필리피는 공식적으로 별거 상태에 들어가게 됐다고 발표했다. 다음 달 그녀는 이혼 서류를 모두 챙겼으며 더는 함께할 수 없을 문제가 생겨버렸다고 사유를 발표했다. 그녀는 법적 양육권을 찾는 대신 항상 필립이 아이들과 만날 수 있도록 하는 데 합의했다. 재산에 대해서는 따로 결정된 바가 없기에 캘리포니아주 법에 따라 결혼 생활 동안 번 소득을 절반으로 나누게 됐다. 그녀는 남편을 위해 부양할 필요에 대해서는 법원의 거부권 행사를 요구했다. 5월 15일 필리피는 공동 양육권을 신청했으며, 그녀가 남편으로부터 양육비를 받을 수 있는 것에 대해서는 어떠한 결정도 내리지 못했다. 2007년 9월 그녀는 처음으로 잡지 《엘》 인터뷰를 통해 별거를 겪으면서 느낀 경험에 대해 얘기했으며 너무도 두렵고 또 어렵기만 했던 경험이었다고 말했다. 두 사람의 이혼 서류는 10월 5일 샌프란시스코 최고법원에서 승인돼 모든 결혼 생활이 끝나게 됐다. 하지만 2008년 6월 12일자로 로스 앤젤레스 법원에 제출된 서류에는 두 사람이 완전한 합의를 본 것으로 적혀 있어 부양과 자녀 문제에 대해 합의를 이룬 것으로 보인다.
이후, 2007년 내내 언론에서는 위더스푼과 제이크 질런홀의 열애설에 대해 관심을 보였으며 두 사람은 2007년 같이 출연했던 영화인 《렌디션》이 개봉할 때까지 이에 대해 부인했다. 하지만 2007년 10월 그녀의 결혼 생활이 정리되고 두 사람은 더욱 친밀해진 사이인것으로 밝혀지며, 이탈리아 로마에서 두 사람이 함께 지내는 모습이 파파라치의 카메라에 잡히기도 했다. 두 사람은 거의 커플 수준인 것처럼 빈번하게 파파라치 사진에 찍혔다. 이에 대해 전 남편인 필리피는 여러 인터뷰에서 두 사람에 대해 그런 사이인것 같다고 밝혔으며, 이에 대해서는 여러 이야기가 나돌았다.
《OK 위클리》지와의 인터뷰에서는 싱글 맘(편모)으로서 힘겨운 생활을 밝혔으며 배우와 엄마의 역할을 병행하는 것에 대해서는 친어머니와 유모의 도움을 많이 받고 있다고 말했다. 그녀는 앞으로 영화는 1년에 1편으로 제한하면서 아이들과 많은 시간을 보내기 위해 최선을 다하겠다고 전했다. 하지만 질런홀과의 관계에는 답변을 거부하였다.
2007년 크리스마스 무렵에는 딸인 아바가 필리피의 애인으로 알려진 애비 코니시와 같이 걸어가는 장면이 포착돼 아이들과도 코니시가 꽤 가까운 사이임이 알려지기도 했다. 한편 리스와 제이크의 결혼설에 대한 언론의 집중 보도 탓인지 필리피는 코니시와 공식 석상에 등장해 주목을 받았다. 애비 코니시는 오스트레일리아 출신의 여배우로 필리피와 리스의 이혼 전부터 필리피와는 절친한 친구 사이였던 것으로 알려져 있지만, 각종 언론 매체는 애비가 두 사람의 이혼에 적잖은 영향을 준 것으로 보도했다.
한편 미국 내 여러 연예잡지들은 질런홀이 위더스푼에 청혼했다고 보도하면서 리더스푼이 이를 거절했다고 전했다. 청혼을 수락했는지의 여부에 대해서는 언론의 추측성 보도가 일파만파로 퍼졌으나 톱스타 부부 탄생에 대해서는 별다른 소식이 없었고 5살 연하 남자 친구인 질런홀을 주위 사람들도 고운 시선으로 지켜보고 있다는 후문이 있었다.
이후 2008년 초 제이크와 리스, 아바, 디컨이 함께 한 공원을 거니는 모습이 보도돼 관심을 모았으며 리스와의 관계를 위해서도, 예비아빠가 되기 위해서도 제이크 스스로가 아이들에게 지극 정성이라고 하는데 리스는 수년 전부터 질런홀이 기르던 애견에 푹 빠져 있다는 기사가 나왔다. 2008년 여름 타블로이드판 신문사들은 일제히 두 사람이 약혼식을 올렸다며 호들갑을 떨었다. 하지만 《피플》지 온라인판은 대변인을 인용해 두 사람에 대한 보도는 모두 오보였다고 밝혔다. 10월에는 런던에서 두 사람이 부동산 중개업자를 만났던 사실이 언론에 퍼지면서 두 사람이 런던에서 동거를 시작할 것이라는 예측이 다시금 불거졌으며 팬들은 두 사람의 애칭을 질런스푼(Gyllenspoon)으로 지어주었다.
그러나 2009년 11월 두 사람의 이별 소식이 전해졌고 일단 두 사람의 공식 대변인 모두 "여전히 사귀고 있다."고 밝혔다. 몇 주 뒤, US 위클리 지는 두 사람이 결별했음을 발표해 두 사람의 관계는 끝을 맺는다.

### 두 번째 결혼
2010년 2월 초 위더스푼이 짐 토스와 데이트하기 시작했다는 보도가 나오기 시작했다. 당시 토스는 크리에이티브 아티스트 에이전시에서 에이전트로 일하고 있었으며, 위더스푼과 함께 일하고 있었다. 2010년 9월 그는 영화 탤런트 담당 대표직을 맡게 된다. 글래머 지 2011년 1월판에 게재된 인터뷰에서 위더스푼은 토스와의 관계에 대해 언급한다. "제가 발견한 것 중에서 편안하고 좋은 점으로 받아들이게 된 점은 누군가가 나이 경력과 일을 이해하지만 한편으로 내 일 자체를 하지는 않는다는 사실을 알게 된다는 데 있어요. 그는 정말 멋있는 사람이고 멋지답니다." 위더스푼과 토스는 2010년 12월 28일 약혼하였고 2011년 3월 26일 그녀의 개인 부동산이 있는 캘리포니아주, 오하이 시에서 결혼하였다.
두 사람은 2011년 첫 아이 임신을 발표하며, 다음해인 2012년 9월 27일 아들 테네시를 출산했다.

## 출연 작품

### 영화
| 연도 | 제목                       | 역할                   | 비고               |
| ---- | -------------------------- | ---------------------- | ------------------ |
| 1991 | 《대니의 질투》            | 다니 트랜트            |                    |
| 1991 | 《야생화 엘리》            | 앨리 페르킨스          |                    |
| 1992 | 《필사적인 선택》          | 캐시                   |                    |
| 1993 | 《칼라하리의 모험》        | 노니 파커              |                    |
| 1993 | 《잭 더 베어》             | 캐런 모리스            |                    |
| 1994 | 《S.F.W.》                 | 웬디 피서              |                    |
| 1996 | 《프리웨이》               | 버네사 루츠            |                    |
| 1996 | 《페이탈 피어》            | 니콜 워커              |                    |
| 1998 | 《트와이라잇》             | 멜 아메스              |                    |
| 1998 | 《러브 퀵》                | 아이비 밀러            |                    |
| 1998 | 《플레젠트빌》             | 제니퍼/메리 수         |                    |
| 1999 | 《사랑보다 아름다운 유혹》 | 아네트 하그로브        |                    |
| 1999 | 《일렉션》                 | 트레이시 필릭          |                    |
| 1999 | 《씨크릿》                 | 리사                   |                    |
| 2000 | 《리틀 니키》              | 홀리                   | 카메오             |
| 2000 | 《아메리칸 사이코》        | 에블린 윌리엄스        |                    |
| 2001 | 《트럼펫을 부는 백조》     | 세레나                 | 목소리             |
| 2001 | 《금발이 너무해》          | 엘 우즈                |                    |
| 2002 | 《진지함의 중요성》        | 세실리 카르듀          |                    |
| 2002 | 《스위트 홈 알라바마》     | 멜라니 카르미챌        |                    |
| 2003 | 《금발이 너무해 2》        | 엘 우즈                | 총괄 프로듀서 참여 |
| 2004 | 《베니티 페어》            | 베키 샤프              |                    |
| 2005 | 《앙코르》                 | 준 카터 캐시           |                    |
| 2005 | 《저스트 라이크 헤븐》     | 엘리자베스 마스터슨    |                    |
| 2006 | 《페넬로피》               | 애니                   | 공동 제작 참여     |
| 2007 | 《렌디션 (영화)》          | 이사벨라 엘 이브라히미 |                    |
| 2008 | 《4번의 크리스마스》       | 케이트                 |                    |
| 2009 | 《몬스터 vs 에일리언》     | 수전 머피/거대렐라 역  | 목소리             |
| 2010 | 《에브리씽 유브 갓》       | 리사                   |                    |
| 2011 | 《워터 포 엘리펀트》       | 말레나 로젠블루스      |                    |
| 2012 | 《디스 민즈 워》           | 로런 스콧              |                    |
| 2013 | 《머드》                   | 주니퍼                 |                    |
| 2013 | 《데빌스 놋》              | 패멀라 홉스            |                    |
| 2014 | 《와일드》                 | 셰릴 스트레이드        |                    |
| 2014 | 《진실된 거짓》            | 캐리 데이비스          |                    |
| 2014 | 《나를 찾아줘》            |                        | 공동 제작 참여     |
| 2014 | 《인히런트 바이스》        | 페니 킴볼              |                    |
| 2015 | 《핫 퍼슈트》              | 로즈 쿠퍼              | 제작 참여          |
| 2016 | 《씽》                     | 로지타 (목소리)        |                    |
| 2017 | 《러브, 어게인》           | 앨리스 키니            |                    |
| 2018 | 《시간의 주름》            | 이게뭐야 아줌마        |                    |

### 텔레비전
| 연도       | 제목                                               | 역할               | 비고                                                 |
| ---------- | -------------------------------------------------- | ------------------ | ---------------------------------------------------- |
| 1993       | 《Return to Lonesome Dove》                        | 페리스 더니건      | 미니시리스                                           |
| 2000       | 《킹스 오브 더 힐》                                | 데비               | 목소리; 2 에피소드                                   |
| 2000       | 《프렌즈》                                         | 질 그린            | 2 에피소드                                           |
| 2001       | 《새터데이 나이트 라이브》                         | 호스트/여러 역할   | 에피소드: "Reese Witherspoon/Alicia Keys"            |
| 2002       | 《심슨 가족》                                      | 그레타 울프캐슬    | 목소리; 에피소드: "The Bart Wants What It Wants"     |
| 2003       | 《자유: 미국의 역사》                              | 여러 역할          | 3 에피소드                                           |
| 2009       | 《몬스터 vs 에일리언 : 우주 공간의 돌연변이 호박》 | 수전 머피/거대렐라 | 목소리; 할로윈 스페셜                                |
| 2011       | 《애프터 레이트리》                                | 자신               | 2 에피소드                                           |
| 2015       | 《새터데이 나이트 라이브》                         | 호스트/여러 역할   | 에피소드: "Reese Witherspoon/Florence + the Machine" |
| 2015       | 《Best Time Ever with Neil Patrick Harris》        | 게스트 진행자      | 1 에피소드                                           |
| 2015       | 《머펫》                                           | 자신               | 1 에피소드                                           |
| 2017, 2019 | 《커져버린 사소한 거짓말》                         | 매들린 마사 매켄지 | 제작 참여                                            |
| 2019-현재  | 《더 모닝쇼》                                      | 브래들리 잭슨      | 제작 참여                                            |
| 2020       | 《작은 불씨는 어디에나》                           | 엘레나 리차드슨    | 제작 참여                                            |